# Smørfisk
Smørfisk er især arter i smørfiskefamilien Stromateidae.
Navnet smørfisk bruges også om andre fisk af underordenen Stromateoidei.

## Underordenen Stromateoidei
- Familie: Amarsipidae
  - Slægt: Amarsipus
- Familie: Centrolophidae (Sortfisk)
  - Slægt: Centrolophus (en art C. niger Almindelig sortfisk)
  - Slægt: Hyperoglyphe
  - Slægt: Icichthys
  - Slægt: Psenopsis
  - Slægt: Schedophilus
  - Slægt: Seriolella
  - Slægt: Tubbia
- Familie: Nomeidae
  - Slægt: Cubiceps
  - Slægt: Nomeus
  - Slægt: Parapsenes
  - Slægt: Psenes
- Familie: Ariommatidae
  - Slægt: Ariomma
- Familie: Tetragonuridae
  - Slægt: Tetragonurus
- Familie: Stromateidae
  - Slægt: Pampus
    - Kinesisk smørfisk, Pampus chinensis
    - Sølvsmørfisk, Pampus argenteus

  - Slægt: Peprilus
    - Amerikansk smørfisk Peprilus paru
    - Glanssmørfisk, Peprilus ovatus
    - Stillehavs smørfisk, Peprilus simillimus

  - Slægt: Stromateus
    - Blå smørfisk, Stromateus fiatola
- Usikker
  - Sort smørfisk, Parastromateus niger Har tidligere været kendt under navnet sort pomfret. Underorden Percoidei, Familie Carangidae

## Escolar
Escolar, Lepidocybium flavobrunneum eller Smørmakrel, kaldes også ofte fejlagtigt smørfisk.
Escolar er mørkebrun, og bliver mørkere med alderen. Fisken lever på dybt vand 200-900 m, og kan blive op til 2 meter lang.
På grund af et højt indhold af naturlige voks-arter, der er ufordøjelig fedt, kan man få diarré af at spise fisken, hvis den ikke tilberedes korrekt.